# 放課後ハートビート
放課後ハートビート（ほうかごハートビート）は、吉本興業東京本社に所属していた日本のお笑いコンビ。NSC東京校19期出身。2015年9月から2022年3月まで放課後ハートビートとして活動していたが、2022年4月から元ザ・シーツのSEOが加入し、「Now on sale」（ナウオンセール）としてトリオで活動し、2024年5月に解散した。

## メンバー
HIWA（ヒワ、1992年8月17日 - ）（32歳）
ツッコミ&ロックスター担当、立ち位置は中央（コンビ時代は向かって左）。
- 本名、樋渡 大輝（ひわたり だいき）。
- 新潟県新潟市出身、新潟青陵高等学校卒業。
- 身長172cm、体重63kg。血液型B型。
- かつてはヴィジュアル系のバンドマンで、GLAYに憧れていた。芸人を志したきっかけは『にけつッ!!』（読売テレビ）での千原ジュニア（千原兄弟）のトークを観たこと。
- 特技はものまねで、TERU（GLAY）の公認ものまね芸人。その他のレパートリーにはToshl（X JAPAN）、狩野英孝、クレヨンしんちゃん、スーパーマリオブラザーズ・マリオのジャンプ音などがあり、ショーパブにもものまね芸人として出演している。
- きょん（コットン）率いる「きょん軍団」の一員。

PANA（パナ、1989年7月14日 - ）（36歳）
ボケ・ネタ作り&サポートメンバー担当、立ち位置は向かって左端（コンビ時代は向かって右）。
- 旧芸名、松下シュート。
- 本名、松下 直樹（まつした なおき）。
- 兵庫県明石市出身、滝川第二高校・びわこ成蹊スポーツ大学卒業。保健体育の教員免許を所持している（JFA公認サッカーコーチC級ライセンスもその際に取得）。
- 身長167cm、体重63kg。血液型A型。
- 強豪として知られるサッカー部に推薦入学し、プロサッカー選手を目指していた。7人制サッカーソサイチの元日本代表でもあった。
- 高校時代から生徒会長を務めたり、学園祭MCや漫才コンビを組みムードメーカー的存在だったため、プロサッカー選手を諦めたときにお笑いを目指すことにした。
- 大学卒業後、テレビ番組制作会社のケイマックスにて『乃木坂って、どこ?』（テレビ東京）などのADを担当していた。
- 青山フォール勝ち（ネルソンズ）率いる「青山会」の一員。りんたろー。（EXIT）やおばたのお兄さん、コットンと親しい。
- JOYによるフットサルチームのメンバー。高校サッカー部の先輩である岡崎慎司と交友がある。現在は東京都社会人サッカーリーグ1部所属、Intel Biloba Tokyoにてプレーを続けている（ポジションはDF）。
- 悪役やシリアスな役を中心とした演技力を評価されることが多く、劇場での芝居の殺陣・アクション演技を監修した経験が幾度かある。
- 相方のHIWAは演技が苦手なため、対比することで面白くなりそうだという思いからネタには多々アクションを入れている。
- 兼近大樹（EXIT）、もちを。と同居している。

SEO（セオ、1990年3月12日 - ）（35歳）
ネタ作り・ギター担当。立ち位置は向かって右端。
- 本名・旧芸名、瀬尾健太朗。
- 広島県福山市出身、広島大学附属福山中・高等学校、神戸大学経済学部卒業。
- 身長165cm、体重60kg。血液型AB型。
- 特技は可愛いデコレーションケーキ作り、動画編集。

## 来歴
NSC東京校19期出身の同期によって2015年にコンビ結成。NSC時代から仲が良く、元々別のコンビであったがPANA曰く「芸人になって舞台に立ち始め数年、お互いに必要なものに気づいたんです。俺には強烈な個性を持った人が必要でHIWAにはちゃんとしっかりした人が必要というのでニーズが一致し、元々仲が良くてたまたま解散時期が一緒だったので組んだ」とのこと。
旧コンビ名の由来はHIWAが以前組んでいた「ハイスクール浪漫組」というコンビ名をPANAが気に入っており、それにしたかったものの以前の相方から使ってはダメと言われ、ハイスクール浪漫組のような学校を連想させるものにしたいがためこのコンビ名になった。HIWA曰く「若さを忘れないため」。
2022年4月1日、SEO（元ザ・シーツ）を迎え入れる形でトリオ「Now on sale」（ナウオンセール）を結成した。2024年5月末を以て解散。

## 芸風
ヴィジュアル系のコスチュームを身に纏うHIWAが自らを「ロックスター」、相方のPANAを「サポートメンバー」と称しながらの漫才。最初のインパクトはHIWAの方が強いが、ネタが進むにつれて抜群の運動神経と演技力を持つPANAが目立ってゆくという構成が多い。
ネタ作りは全てPANAが請け負い、HIWAは「ネタ台本から今日何やるかのチョイスまで全て託している」という。言い回しが難しいワードや台詞が長いものは事前にPANAへNGを出している。

## エピソード

### HIWA
- 漫才を見るのが苦手で、少しでも気を抜くと何を言っているのか分からなくなる。そのためネタではセリフを少なめにとPANAに頼んでいる[15]。
- 歴代の仮面ライダーの名前を全部言える[15]。
- カレー作りを得意とし、スパイスから作る本格派[15]。
- 2019年8月13日のヨシモト∞ホールにて行われた単独ライブ「Thank you 日本武道館!!～会場まちごーとうがな～」にて、ネタを冒頭の1本目から飛ばした[16]。
- 楽屋のお弁当で「食べたい」と言わず、食べたい方を相方のPANAには取られないようにすることがある[17][18]。
- 座右の銘は「他力本願」。
- 高校在学時の狩野英孝イジりが行き過ぎた末、校庭に落とし穴を掘られた。それもあり、狩野に似ているといった発言がNG。
- 過去に自宅の鍵を家の中に忘れた結果、衣装まで忘れて私服の状態でライブに出た経験が二度ある。

### PANA
- MC・ネタ作り・編集・編曲・精算・スケジュール管理など裏を全て担当している。相方のHIWAには決定事項のみ伝えている。
- 前職は『乃木坂って、どこ?』（テレビ東京）のADを務めており、そこで乃木坂46の1期生のメンバーと共に仕事をしていた。PANA曰く「自分より歳下の彼女たちのひたむきな姿勢に多くを学び、何度も刺激をもらった。乃木坂46さんに会ってなければ今の自分はない」と、ADを辞めて芸人になる道を選んだ。中でも生駒里奈とは『ザ!世界仰天ニュース』（日本テレビ）において7年越しに共演を果たしている。楽屋でHIWAを置いてけぼりにし、生駒とは昔話で盛り上がっていた。
- 滝川第二高等学校サッカー部時代、テキサス州のダラスに渡米して世界の強豪が集うダラスカップへ出場。アーセナル・チェルシー・グアダラハラと同グループになり、他日程も他の強豪チームと闘う。PANA曰く「あの2週間で相当揉まれたことにより、国内に帰っても良い意味で何も恐れずに闘えた」という。ちなみにチェルシー戦で1点リードで折り返すと会場がざわついて相手選手の目の色が変わり、1-4と返り討ちにあった。「初めてピッチ内で殺気というものを感じた」という。
- 2015年11月ごろ、日本選抜のサッカー選手として海外で闘ったことがある[19]。
- 岡崎慎司に「芸人としてやり切ったと思ったら俺のマネージャーをやらないか」と誘われるも、1ヶ月悩んだ結果丁重に断った[15]。
- 楽屋にて後輩とスマブラで対戦中に撃墜されると、負けず嫌いの血が騒ぐことがある[20]。
- 2019年6月ごろ一度右腕を複雑骨折し[21]、その後9月ごろまた右腕を複雑骨折した。どちらもすぐ手術を受けて復活した[22]。
- 『鬼滅の刃』のキャラでは我妻善逸が好き。2020年3月から飼っているコガネメキシコインコの名前『ぜんいつ』は、これを由来としている[23]。
- 動物が大好きで、影響力のある人物になることができれば殺処分ゼロや保護活動に積極的に取り組むと決めている。今はまだ自分にできる事が限られているため歯痒い気持ちはあると話しながらも、現在はWWF（自然環境保護団体）会員で月々寄付活動を行ったり、時間がある時は講義に出向き動物への理解を高めたりしている。特に好きな動物はイルカ、ペンギン、犬、馬。2019年放送の『マネもの』（フジテレビ）では、好きが高じてイルカトレーナーのものまねで出演を果たしている。
- 日本語ラップを好んで特にヒプノシスマイクが好きであったり、GLAY『誘惑』に合わせオリジナルでラップを入れたこともある[24]。
- 座右の銘は「十人十色」なので、他力本願なHIWAにも寛容。
- 2021年12月31日を以て、芸名を「PANA」に改名[25]。

## 賞レースでの成績

### コンビ時代
- M-1グランプリ2016 - 1回戦敗退[26]
- M-1グランプリ2017 - 2回戦進出[26]
- M-1グランプリ2018 - 1回戦敗退[26]
- M-1グランプリ2019 - 3回戦進出[26]
- おもしろ荘2020 - 準優勝
- M-1グランプリ2020 - 2回戦進出[26]
- キングオブコント2021 - 2回戦進出
- M-1グランプリ2021 - 2回戦進出

### トリオ時代
- M-1グランプリ2022 - 1回戦敗退
- M-1グランプリ2023 - 3回戦進出

## 出演

### テレビ
- 新shock感（テレビ東京 2018年3月25日、2019年6月30日・10月5日、2020年9月12日、2021年2月13日）
- マネもの（フジテレビ、2019年6月27日）PANAのみ、『カッコつけてるイルカのトレーナー』のまねで出演
- ザ・細かすぎて伝わらないモノマネ（フジテレビ、2019年12月14日）PANAのみ
- ぐるナイ おもしろ荘 田中圭&吉高由里子爆笑!ブレイク間近芸人日本一早いネタ祭（日本テレビ、2020年1月1日） - おもしろ荘
- NETA FESTIVAL JAPAN（日本テレビ、2020年2月24日）
- ウチのガヤがすみません!（日本テレビ、2020年3月11日、2021年1月26日）
- アメトーーク!「ネクスト第七世代芸人」（テレビ朝日、2020年3月19日）
- 前略、西東さん「若手ツッコミ対決」（中京テレビ、2020年3月28日）
- ザ!世界仰天ニュース「20年突入4時間SP」(日本テレビ、2020年3月31日）
- そろそろ にちようチャップリン（テレビ東京、2020年4月11日、2020年11月28日、2020年12月5日、2020年12月27日、2021年4月3日）
- 有田P おもてなす（NHK総合、2020年4月18日）
- ものまねグランプリ（日本テレビ、2020年5月19日）
- 内村のツボる動画（テレビ東京、2020年6月9日、2020年10月13日、2021年1月13日、2021年4月21日）
- 炎の体育会TV（TBS、2020年10月17日、2021年1月30日、2021年4月24日）
- 有吉の壁（日本テレビ 2020年12月9日、2021年1月20日・2月17日）
- ネタパレ（フジテレビ、2021年4月30日）
- ヤバいよ!リアルガチVEGAS!!（日本テレビ、2021年7月30日）PANAのみ
- 知らなくて委員会（北海道放送、2021年9月20日）
- わらたまドッカ〜ン（NHKEテレ、2020年10月26日、2021年10月25日）

### インターネットラジオ
- もちを｡とPANAの『ポロ近は防ぎたい』（stand.fm 2022年9月24日 - ）PANAのみ